# Ступањ (музика)
Ступањ (фр. degré)у музици представља место, положај тона или акорда у лествици. На пример, у Це-дуру: C-D-E-F-G-A-H-C, I ступањ је C, II је D, III је E итд.
У дурским и молским лествицама налази се по 8 ступњева (види нотне примере десно). 
С обзиром на мелодијску важност и однос који имају према главном тону у лествици, ступњеви се бележе римским бројевима и имају следећа имена:
- I — тоника
- II — супертоника
- III — медијанта
- IV — субдоминанта
- V — доминанта
- VI — субмедијанта
- VII — вођица
- VIII — тоника

Главни ступњеви су: I, IV и V, а споредни ступњеви су: II, III, VI и VII.